# Diocèse de Valdivia
Le diocèse de Valdivia (en latin : Dioecesis Valdiviensis ; en espagnol : Diócesis de Valdivia) est un diocèse de l'Église catholique du Chili, suffragant de l'archidiocèse de Concepción.

## Territoire
Il comprend la province de Ranco dans la région de Los Ríos et les municipalités de Valdivia, Corral, Los Lagos et Paillaco dans la province de Valdivia.
Il possède un territoire d'une superficie de 13 679 km2 divisé en 17 paroisses. Le siège épiscopal est à Valdivia avec la cathédrale Notre-Dame-du-Rosaire (es).

## Histoire
La mission sui juris de Valdivia est érigée le 14 juin 1910 en recevant une partie du territoire du diocèse de San Carlos de Ancud. La mission devient une administration apostolique le 25 septembre 1924 par le pape Pie XI.
Le 8 juillet 1944, l'administration apostolique est élevée au rang de diocèse par la constitution apostolique Apostolicis sub plumbo Litteris du pape Pie XII. En même temps, il s'agrandit avec quelques territoires pris au vicariat apostolique d'Araucanie (aujourd'hui diocèse de Villarrica).
Il cède du territoire le 15 novembre 1955 pour l'érection du diocèse d'Osorno.

## Évêques
- Augusto Klinke Leier (19 juin 1910 - 14 novembre 1928)
  - Sede vacante (1928-1931)
- Teodoro Eugenín Barrientos, SS.CC (10 avril 1931 - 20 juin 1942), nommé à l'ordinariat militaire du Chili
  - Sede vacante (1942-1944)
- Arturo Mery Beckdorf (29 juillet 1944 - 20 avril 1955), nommé archevêque coadjuteur de Santiago du Chili
- José Manuel Santos Ascarza, O.C.D (21 septembre 1955 - 3 mai 1983), nommé archevêque de Concepción
- Alejandro Jiménez Lafeble (12 décembre 1983 - 29 février 1996)
- Ricardo Ezzati Andrello, S.D.B (28 juin 1996 - 10 juillet 2001), nommé évêque auxiliaire de Santiago du Chili
- Ignacio Francisco Ducasse Medina (31 mai 2002 - 8 juin 2017), nommé archevêque d'Antofagasta
  - Sede vacante (2017-2020)
- Santiago Jaime Silva Retamales, depuis le 23 décembre 2020